# Hulhudhuffaaru
Hulhudhuffaaru is een van de bewoonde eilanden van het Raa-atol behorende tot de Maldiven.

## Demografie
Hulhudhuffaaru telt (stand september 2006) 599 vrouwen en 633 mannen.